# Одеський будинок профспілок
Одеський будинок профспілок — колишня адміністративна будівля у м. Одеса (Україна).
Будівля розташована за поштовою адресою: Куликове поле, № 1, місто Одеса.

## Історія
Після того, як радянські війська визволили Одесу під час Другої світової війни, всі споруди на Куликовому полі виявилися зруйнованими. У рамках відновлення міста наприкінці 1940-х — 1950-х років було виконано перепланування Куликового Поля, яке було перетворено на квадрат площею 10,5 га. У 1958 р. на південно-західному розі площі, з діагональною орієнтацією, була збудована монументальна п'ятиповерхова будівля обласного комітету Компартії України. Архітекторами будівлі стали Генріх Топуз і Людмила Павловська.
У 1982 р. будівля була передана Федерації профспілок Одеської області.
Весною 2014 року, у період російської збройної агресії проти України на площі відбувалися масові мітинги проросійських колабораціоністів. 2 травня 2014 року площа стала ареною сутичок між ними та проукраїнсько налаштованими громадянами, у результаті яких з’явилися жертви і численні поранені, включаючи кількадесят жертв пожежі у будівлі Дому профспілок. Всього у процесі  подій 2 травня доведена загибель 45 людей.
Після трагічних подій в Одесі з'явилося багато пропозицій щодо подальшого використання будівлі, яку невдовзі було огорожено металевим парканом. Наприкінці травня 2014 року було запропоновано збудувати на місці Будинку профспілок храм, однак Федерація профспілок України заявила, що планує відновити будівлю. Вартість відновлення було оцінено у 50 мільйонів гривень.
5 липня 2015 року Голова Одеської обласної державної адміністрації Міхеіл Саакашвілі повідомив, що штаб ВМС України буде розташований в Одеському будинку профспілок
У липні 2015 року прокуратура Одеської області подала позов у суд з вимогою передачі будівлі Дому профспілок у державну власність. Це обґрунтовувалося тим, що спірний об'єкт нерухомості знаходився у державній власності і використовувався відповідачами без належних правових обґрунтувань. Одеський суд у грудні 2015 року відмовив, а відтак Апеляційний суд Одеської області підтримав вимоги прокуратури. Однак 24 лютого 2017 року Одеський апеляційний суд Києва відмовив у задоволенні вимог Одеської прокуратури через закінчення строку давності.
Повне відновлення будівлі було заплановано на серпень 2016 року, проте будинок досі не відновлений.